# Daisuke Narimatsu
Daisuke Narimatsu (Kumamoto, 24 dicembre 1989) è un pugile giapponese.

## Palmarès
- Campionati asiatici

Bangkok 2015: bronzo nei pesi leggeri.
- Giochi asiatici

Giacarta 2018: bronzo nei pesi leggeri.